# Mangora goodnightorum
Mangora goodnightorum Levi, 2005 è un ragno appartenente alla famiglia Araneidae.

## Etimologia
Il nome proprio della specie è in onore dei collezionisti Clarence Goodnight e Marie Goodnight, che hanno rinvenuto gli esemplari

## Caratteristiche
L'olotipo femminile rinvenuto ha dimensioni: cefalotorace lungo 1,1mm, largo 0,8mm; opistosoma lungo 1,5mm.

## Distribuzione
La specie è stata reperita nel Messico meridionale: nei pressi di Finca Monte Libano, a 12 miglia ad est di El Real, nella valle di Ocosingo dello stato del Chiapas.

## Tassonomia
Al 2014 non sono note sottospecie e dal 2005 non sono stati esaminati nuovi esemplari.